# ویلیام بریجفورد
ویلیام بریجفورد (انگلیسی: William Bridgeford; ۲۸ ژوئیهٔ ۱۸۹۴ – ۲۱ سپتامبر ۱۹۷۱) فرد نظامی اهل استرالیا بود. وی همچنین برندهٔ جوایزی همچون نشان امپراتوری بریتانیا و نشان حمام شده‌است.